# Colegio de San Juan de Letrán
El Colegio de San Juan de Letrán es la segunda institución educativa de grado superior más antigua de Asia y de Filipinas, tras la Universidad de Santo Tomás (Filipinas), aunque sí es la primera en cuanto a educación básica. La pequeña universidad fue fundada en 1620 por Juan A. Guerrero, un oficial español, con el nombre de Colegio de Niños Huérfanos de San Juan de Letrán y seguía los sistemas de los hermanos dominicos. 
Hoy en día es una institución católica y privada de alto nivel. Se ubica en el histórico centro de Manila, en Intramuros.

## Historia
Originalmente se fundó para varones, aunque el colegio comenzó a aceptar a estudiantes femeninas en su departamento terciario a fines de los años 60, y a partir de junio del 2005, empezó a aceptar a chicas en los niveles primario y secundario.
Hasta 1638 el colegio se encontraba en el propio domicilio de Juan A. Guerrero, caballero de la orden de Malta, en la esquina entre la calle Real y la calle de la Muralla.
El colegio fue absorbido por el Colegio de S. Pedro y S. Pablo creado por Diego de Santa María, dominico de la Orden de Predicadores de la Provincia Dominicana Filipina y está dirigido por los mismos. Es uno de los colegios más viejos de Asia. Tiene la distinción de haber producido presidentes, vicepresidentes, héroes, revolucionarios, poetas, legisladores, clérigos y juristas, además de ser la única institución educativa en las Filipinas que ha producido un santo canonizado, el cual vivía y aprendía en su acomodo, San Vicente Liem de la Paz.
Letrán tiene programas de carreras en negocio, tecnología informática, y artes de la comunicación, y también tiene renombre y fama por sus programas de educación física, produciendo muchos atletas integrantes del equipo nacional filipino, participando en eventos internacionales como los Juegos Olímpicos.
El periódico escolar hoy día se llama "The Lance", el que anteriormente llevaba el nombre "Letran News" con una sección en español.